# Tetrops brunneicornis
Tetrops brunneicornis är en skalbaggsart som beskrevs av Pu 1985. Tetrops brunneicornis ingår i släktet Tetrops och familjen långhorningar. Inga underarter finns listade i Catalogue of Life.